# Chaumeré
Chaumeré a été jusqu'en 1973 une commune française, située dans le département d'Ille-et-Vilaine et la région Bretagne, date à laquelle elle a été réunie à la commune de Domagné, gardant le statut de commune associée (arrêté préfectoral du 18 décembre 1973).

## Géographie
Chaumeré appartenait au canton de Châteaubourg et à l'arrondissement de Rennes.
Le finage communal, un morceau du bassin de Rennes, était limité au sud par le ruisseau de Taillepied, un affluent de rive droite de la Seiche.

## Toponymie
Attestée sous la forme ancienne Calmiracum (non datée), Chalmirei en 1156, Chaumereyo en 1516,
Plusieurs interprétations, toutes en -acum (suffixe indiquant un lieu habité). Le premier élément semble être un (pré)nom gallo-romain Calmirus (« Village de Calmirus ») ou d'origine romane, composé de chalme-, en latin calamus (le roseau) et du suffixe médiéval -aria indiquant un lieu où se trouve une végétation usuelle. « Le lieu où il y a des chaumes exploités ».

## Histoire

### Moyen Âge
Selon Marteville et Varin, continuateurs d'Ogée, Chaumeré, rattaché antérieurement à la paroisse de Piré, serait devenue une paroisse indépendante à la fin du XIVe siècle sous l'influence des seigneurs de la Cour ; en fait la paroisse semble exister déjà en 1427 et possédait alors deux manoirs, celui de la Cour de Chaumeré (appartenant au vicomte de la Bellière, en La Vicomté-sur-Rance) et celui de la Motte de Chaumeré (possédé par la fille de Jean de Dénée, seigneur de la Motte de Gennes).

### Époque moderne
Les premiers registres paroissiaux datent de 1602. L'église paroissiale Saint-Médard, alors composée d'une simple nef, fut terminée par un chevet droit en 1603 ; deux chapelles attenantes furent construites ensuite.
En 1640, messire Guillaume Henry, recteur de Chaumeré et sous-chantre de Rennes, fonde l'Office solennel de l'exaltation de la Sainte-Croix, célébré chaque 14 septembre : « Avant la messe, la Croix sera portée processionnellement dans l'église, en chantant en plain-chant Vexilla regis ».
Les familles de Maubiez, de la Fontaine, d'Erbrée et de Birague (en 1634, René de Birague, baron d'Entrammes, marié à Françoise d'Erbrée, fit poser ses armoiries au-dessus d'une fenêtre et sur un vitrail d'une chapelle de l'église paroissiale) possédèrent successivement la seigneurie de Chaumeré aux XVIe siècle et XVIIe siècle. En 1638, une confrérie du Rosaire est érigée dans l'une des chapelles et le maître-autel de l'église est la même année offert par René Godelou, sieur de la Saudraye. Une autre confrérie, celle des Cinq-Plaies, fut érigée plus tard, en 1763. Dans le mur nord de l'église, une brique funéraire rappelle le souvenir de Gilonne Colombel, dame des Mazures, bienfaitrice de la paroisse, décédée en 1686. La liste des recteurs de Chaumeré est connue depuis 1525, les derniers avant la Révolution française ayant été : Jean Chevalier, natif de Janzé, entre 1737 et 1755, inhumé dans le chœur de l'église ; Jean Georgin de la Hunaudais, natif de La Chapelle-Erbrée, entre 1755 et 1770, inhumé dans le cimetière ; Jean Poisson, entre 1770 et 1783, inhumé dans l'église, près de la chaire.
Vers 1680, le duc de La Trémoille, ou plus probablement son fils Louis Maurice de La Trémoille, vend le fief de Chaumeré, qui dépendait de la terre de Saudecourt (en Louvigné-de-Bais), elle-même ancienne dépendance du marquisat d'Épinay (en Champeaux), à Christophe de Rosnyvinen, seigneur de Piré. L'un de ses descendants, Guillaume de Rosnyvinen, s'affirma en 1778 comme seigneur fondateur de la paroisse et devint le parrain de la grosse cloche de l'église, la marraine étant Émilie Hay, dame de Bonteville.
Un chemin des saulniers (emprunté par les faux-sauniers pratiquant la contrebande du sel entre la Bretagne et le Maine, pays de gabelle, passe à la limite des communes de Veneffles (désormais annexée par Châteaugiron) et d'Ossé avec celles de Chaumeré et Saint-Aubin-du-Pavail, puis à la limite de celle de Cornillé avec celles de Torcé et Louvigné-de-Bais avant de rejoindre, via Étrelles et Argentré-du-Plessis, Le Pertre. Ce chemin des saulniers est d'origine ancienne, c'est probablement une ancienne voie romaine ; son tracé se lit encore très bien sur une carte, empruntant successivement de l'ouest vers l'est des tronçons des routes départementales D 93, D 104, D 35, à nouveau D 104 et enfin D 33.
En 1778, Jean-Baptiste Ogée décrit ainsi Chaumeré :

« Chaumeré, à quatre lieues un quart à l'Est-Sud-Est de Rennes, son évêché, sa subdélégation et son ressort. On y compte 500 communiants; la cure est à l'Ordinaire. Ce territoire, couvert d'arbres et de buissons, est fertile en grains de toute espèce, en fruits, et abondant en pâturages. Les landes y sont assez étendues. (...). »

### Révolution française
Julien-Jean Vaucelle, nommé recteur de Chaumeré le 24 décembre 1783, prêtre réfractaire, émigra à Jersey en 1793.

### LeXIXesiècle
Chaumeré fut supprimé comme paroisse en 1803 et son territoire réuni à la paroisse d'Ossé, mais une ordonnance royale du 16 avril 1826 érigea de nouveau Chaumeré en succursale.
A. Martevile et P. Varin, continuateurs d'Ogée, décrivent ainsi Chaumeré en 1843 :

« Chaumeré, commune formée par l'ancienne paroisse du même nom, aujourd'hui succursale (...). Principaux villages : la Lande, la Claye, le Vaubrault. Superficie totale : 283 hectares, (...) dont terres labourables 187 ha, prés et pâtures 41 ha, bois 20 ha, vergers et jardins 15 ha, landes et incultes 8 ha (...). Géologie : schiste argileux. On parle le français [en fait le gallo]. »

Par délibération du 17 novembre 1876, le conseil municipal de Chaumeré sollicite du département une subvention de 30 francs pour l'achat de deux tables reconnues indispensables pour permettre d'apprendre à écrire à tous les enfants de l'école mixte. La commune de Chaumeré, qui compte seulement 214 habitants, n'ayant aucune ressource, j'ai l'honneur de vous proposer, conformément aux conclusions de M. le Préfet, d'allouer la subvention de 30 fr demandée.
En 1877, les murs de clôture du cimetière de Chaumeré étant tombés en ruine, là encore la commune demande une subvention de 1 000 francs au département d'Ille-et-Vilaine, qui lui est accordée, afin de les reconstruire.
Le cyclone [en fait une tornade) du 19 août 1890 fit des dégâts importants à Chaumeré.

### LeXXesiècle

#### La Belle Époque
Chaumeré devait être desservi, grâce à la station de Piré-Chaumeré,  par la ligne de tramways allant de Rennes à La Guerche, qui aurait emprunté le tracé de l'actuelle RD 463, mais le tracé fut changé afin desservir directement le bourg de Piré.

#### La Première Guerre mondiale

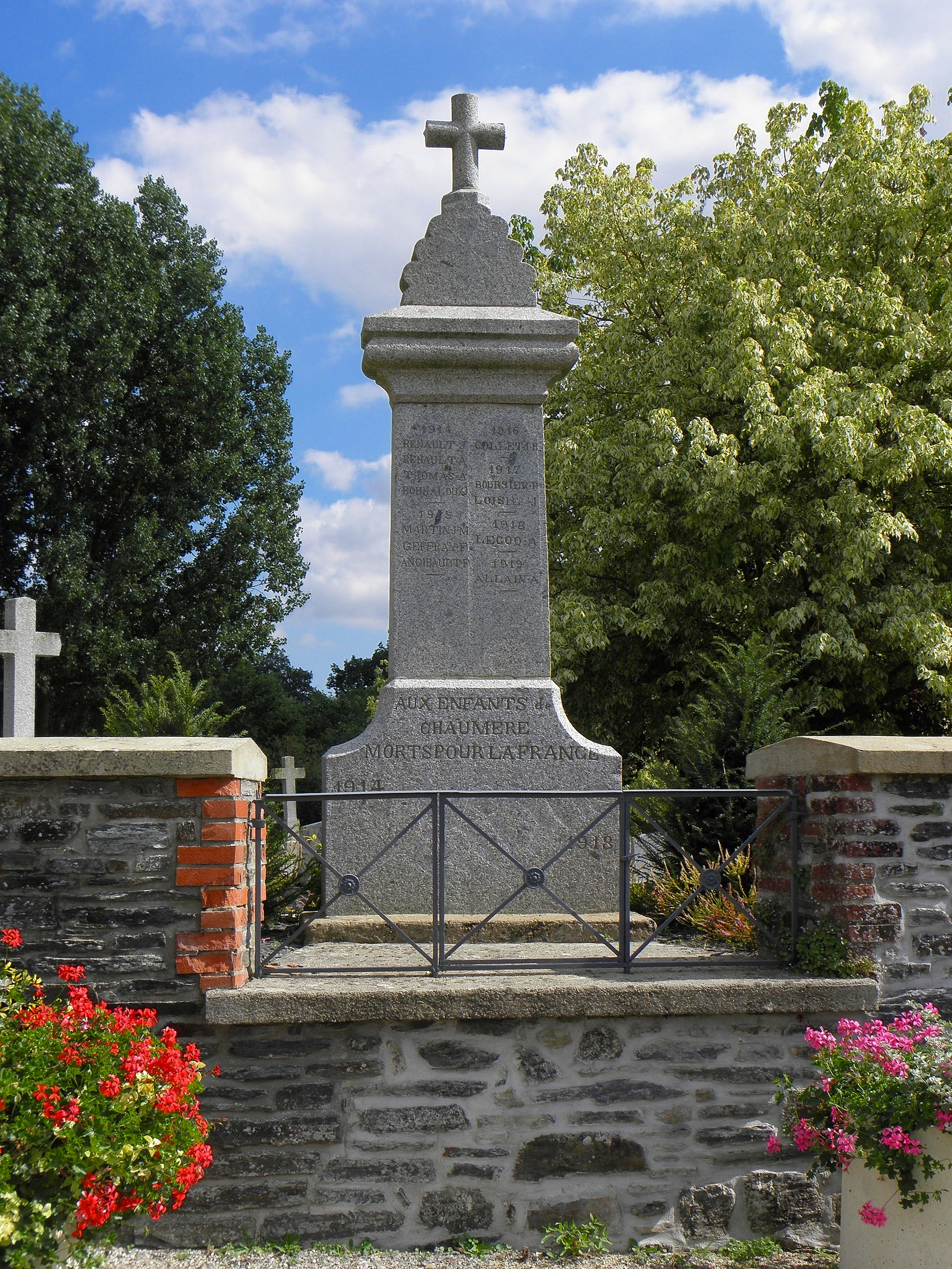
Le monument aux morts de Chaumeré

Le monument aux morts de Chaumeré porte les noms de 12 soldats morts pour la France pendant la Première Guerre mondiale ; parmi eux, deux frères, Ambroise et Joseph Renault, tués tous les deux à Virton (Belgique) à deux jours d'intervalle dès août 1914 ; les autres sont décédés sur le sol français. Parmi eux, Julien Bouhaloux, débitant à Chaumeré, est décédé dès le 6 août 1914 à Rennes.

#### La Seconde Guerre mondiale
Aucune personne originaire de Chaumeré n'est morte pour la France pendant la Seconde Guerre mondiale.

#### L'après Seconde Guerre mondiale
L'école publique de Chaumeré a fermé en 1974. Elle a été transformée en salle municipale en 2013.

## Administration
| Période                                  | Période    | Identité               | Étiquette | Qualité                                                                         |
| ---------------------------------------- | ---------- | ---------------------- | --------- | ------------------------------------------------------------------------------- |
|                                          | 1798       | Désille                |           |                                                                                 |
| 1798                                     | 1814       | Ypollite Batais        |           | Laboureur                                                                       |
| 1814                                     | 1815       | René Lorandel          |           | Laboureur                                                                       |
| 1815                                     | 1829       | René Levesque          |           |                                                                                 |
| 1829                                     | 1841       | Joseph Colliot         |           |                                                                                 |
| 1845                                     | 1853       | Julien Viel            |           | Maréchal-ferrant. Adjoint au maire faisant fonction de maire entre 1841 et 1845 |
| 1853                                     | 1867       | Jean Marie Gilbert     |           | Propriétaire cultivateur                                                        |
| 1867                                     | 1871       | Prosper Louis          |           |                                                                                 |
| 1871                                     | 1884       | Jean Boursier          |           | Agriculteur, arrière-grand-père de Pierre Méhaignerie                           |
| 1884                                     | 1894       | Julien Brunel          |           | Agriculteur                                                                     |
| 1894                                     | 1896       | Jean Louis Montgermont |           | Cultivateur                                                                     |
| 1896                                     | après 1906 | Jean Marie Renault     |           |                                                                                 |
|                                          |            |                        |           |                                                                                 |
| avant 1932                               | 1935       | Théodore Diot          |           | Agriculteur                                                                     |
| 1935                                     | 1953       | Emmanuel Renault       |           | Agriculteur ; fils de Jean Marie Renault, maire antérieurement                  |
| 1953                                     | 1965       | Emmanuel Renault       |           | Agriculteur ; fils de Emmanuel Renault, maire antérieurement                    |
| 1965                                     | 1989       | Bernard Renault        |           | Agriculteur, frère du précèdent                                                 |
| 1989                                     | 2020       | Francis Touchais       |           | Agriculteur                                                                     |
| 2020                                     | Actuel     | Joseph Bouvier         |           | Agriculteur                                                                     |
| Les données manquantes sont à compléter. |            |                        |           |                                                                                 |

## Démographie
| 1806 | 1826 | 1846 | 1866 | 1886 | 1906 | 1926 | 1946 |
| ---- | ---- | ---- | ---- | ---- | ---- | ---- | ---- |
| 245  | 252  | 224  | 238  | 200  | 172  | 161  | 143  |

| 1954 | 1962 | 1968 | 2006 | 2010 | 2015 | 2020 | 2021 |
| ---- | ---- | ---- | ---- | ---- | ---- | ---- | ---- |
| 126  | 133  | 123  | 118  | 178  | 182  | 183  | 184  |

Commentaire : Chaumeré a perdu régulièrement des habitants en raison de l'exode rural (-122 habitants entre 1806 et 1968, soit -50 % en 162 ans) jusqu'à sa fusion avec la commune voisine de Domagné.

## Lieux et monuments
- Église paroissiale Saint-Médard, XVIIe siècle.